# Савруши
Савру́ши (чув. Анат Саврăш, тат.  Саурыш) — село в Аксубаевском районе Республики Татарстанa. Входит в Саврушское сельское поселение.

## География
Село расположено на реке Саврушка, в 23 км к северу-западу от райцентра поселка городского типа Аксубаево. Рядом с селом проходит Нурлатский тракт или автодорога Чистополь-Аксубаево-Нурлат.
| С-З | Казань ~ 162,3 км Чебоксары ~ 336,9 км | Чистополь ~ 41,8 км | Нижнекамск ~ 139,6 км Набережные Челны ~ 182,2 км | С-В |
| З   | Болгар ~ 134.9 км км                   | Роза ветров         | Новошешминск ~ 83,6 км                            | В   |
| Ю-З | Ульяновск ~ 290,6 км                   | Нурлат ~ 76,9 км    | Бугульма ~ 215,5 км                               | Ю-В |

Часовой пояс
Село Савруши, как и вся Республика Татарстан, находится в часовой зоне МСК (московское время). Смещение применяемого времени относительно UTC составляет +3:00.
Климат
Климат в селе Савруши близок к умеренно холодному климату. В селе Савруши в течение года выпадает значительное количество осадков. Даже во время самого засушливого месяца выпадает много осадков. Классификация климатов Кёппена- Dfb. Соответственно классификации Кёппена климат разделяют на: Dfb. Среднегодовая температура в селе — 3,7 °C., среднегодовая норма осадков — 552 мм.
Самый засушливый месяц — Март с осадками 27 мм. Большая часть осадков выпадает в Июль, в среднем 71 мм.
Самый теплый месяц года — Июль со средней температурой 19,8 °C. Средняя температура в Январь — −13.4 °C. Это самая низкая средняя температура в течение года.
Разница между количеством осадков между самым сухим и самым влажным месяцем — 44 мм. Средняя температура меняется в течение года на 33,2 °C.
| Показатель                                                             | Янв.  | Фев.  | Март | Апр. | Май  | Июнь | Июль | Авг. | Сен. | Окт. | Нояб. | Дек.  | Год   |
| ---------------------------------------------------------------------- | ----- | ----- | ---- | ---- | ---- | ---- | ---- | ---- | ---- | ---- | ----- | ----- | ----- |
| Средний суточный максимум, °C                                          | −9,8  | −8,4  | −1,7 | 9,5  | 19,3 | 23,4 | 25,1 | 22,9 | 16,4 | 7,0  | −1,4  | −6,5  | 7,98  |
| Средняя температура, °C                                                | −13,4 | −12,3 | −5,5 | 5,1  | 13,6 | 17,8 | 19,8 | 17,6 | 11,7 | 3,7  | −4,1  | −9,8  | 3,7   |
| Средний суточный минимум, °C                                           | −17   | −16,1 | −9,3 | 0,8  | 8,0  | 12,3 | 14,5 | 12,4 | 7,0  | 0,4  | −6,8  | −13,1 | −0,57 |
| Норма осадков, мм                                                      | 39    | 28    | 27   | 38   | 37   | 63   | 71   | 53   | 55   | 55   | 46    | 40    | 552   |
| Источник: http://fr.climate-data.org/location/486118/ CLIMAT: Савруши] |       |       |      |      |      |      |      |      |      |      |       |       |       |

## История

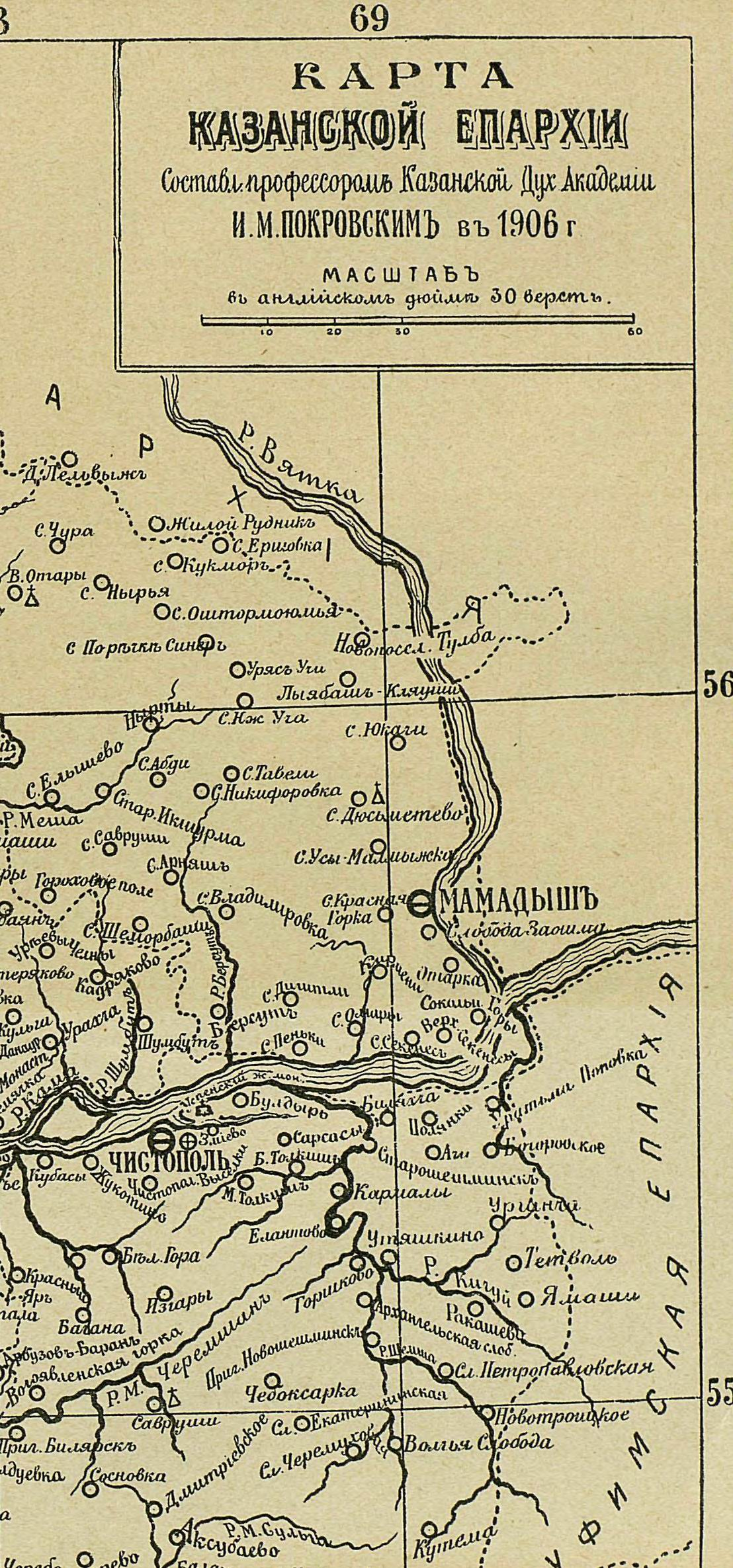
Христо-Рождественская церковь села Савруши

Известно с 1724 года. Основано чувашами  переселенцами из Казанского уезда . В дореволюционных источниках упоминается также как Рожественское. До 1860-х гг. жители относились к категории государственных крестьян. Занимались земледелием, разведением скота, кузнечным и мукомольным промыслами. В начале  XX века,  здесь располагалось волостное правление;  функционировали Христо-Рождественская церковь  (была построена в 1749 году, о чём упоминается в статических данных Святого Синода, выпущенных в 1749 году  на страницах 243 и 250 и разрушена в 1930 году), фельдшерский пункт, мельница, крупообдирка, 3 кузницы, ренсковый погреб, 2 пивные, 1 казённая винная и 3 мелочные лавки; базар по вторникам; 2 ярмарки (по воскресеньям на 9-й неделе после Пасхи и 10 сентября). В этот период земельный надел сельской общины составлял 1310 десятин.
Впервые в селе Саврушах школа была открыта в 1841 году. Её учредителем была палата государственных имуществ. Однако после десятилетнего существования она была закрыта. Работа школы возобновилась в 1861 году. Благодаря инициативе В. Е. Пеньковского, который предоставил свой дом под классное помещение и сам вел занятие, причем обучал детей бесплатно и содержал школу полностью на свои средства. Более того на свои сбережения Пеньковский выстроил флигель для учащихся, посещающих школу из других деревень. Так продолжалась два года в 1863 году школа была вновь закрыта из-за отсутствия поддержки местных властей. Её двери распахнулись для учащихся лишь в 1871 году в доме Пеньковского, а затем она была передана в ведение земства. Лишь в 1874 году было построено собственное здание школы. 1889 году в школе обучались 55 мальчика и 5 девочек, среди них были русские, чуваши, татары. К 1890 году в Саврушах существовала земское одноклассная школа с трехлетним обучением. С 1907 года школе устанавливается четырёхлетний срок обучения. Потребность в повышении образования ставит на очередь дня об открытии двухклассных начальных школ с пятилетним курсом. Последние два курса обучения являлись вторым классом. В нём преподавались русский язык, арифметика, наглядная геометрия, элементарные сведения по естествознания, физика, география и русская история. Саврушская второклассная трехгодичная школа готовила учителей для школ грамоты (школа была открыта в 1899 году). Туда принимали преимущество выпускников церковно-приходских школ. Представители духовного ведомства пытались превратить Саврушскую второклассную школу в базовую второклассную школу, однако уездное земское собрание отвергло это притязание. Здесь 1896 году была открыта образцовая церковно-приходская школа «Святого Гурия». Так в Саврушах оказались школы: второклассная, земская и церковно-приходская «Святого Гурия». Существующее здание школы было построено в 1902 году. В августе 1904 года в селе был сильный пожар, в результате которого сгорела большая часть села, в том числе и помещение земской школы.

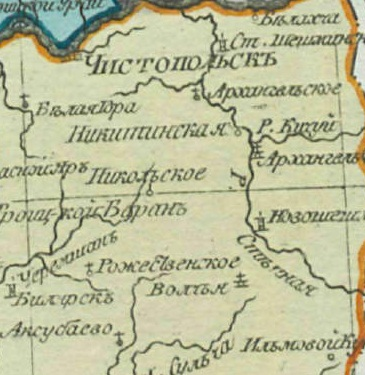
Село Савруши (Рожественское) и его окрестности. Фрагмент Атласа Российской Империи, Казанского наместничества,1792года

Выходцами села Савруши середине XVIII века основана деревня Савгачево Казанской губернии.
Зимой 1929 года сельчане организовали товарищество по совместной обработки земли (ТОЗ). Возглавил товарищество Борисов Михаил Николаевич. Осенью же этого года решили из товарищество переорганизовать колхоз. Назвали «Борьба», первым председателем был избран Борисов М. Н. в начале колхоз записались всего семь хозяйств. Первыми стали членами колхоза: Борисов М. Н., Никоноров Е. С., Борисов С. М., Лебедева Е. Г., Петрова Н. И., Степанова В. А., Захаров Я. Д. Вслед за «Борьбой» в чувашской части села зародилась другая артель «Херле ялав»., председателем был избран Титов А. Т. В начале артель тоже состоял из семи хозяйств.
1932 году было решено колхозы «Борьба» и «Херле ялав» объединить, объединённый колхоз решили назвать «В. П. Куйбышев» председателем избрали Борисова М. Н. Из объединённого колхоза, каждый бывший колхоз стал бригадой. Первая бригада начиналась с центра села, там бригадиром был Новиков Г. Е. 2-я бригада через речку, бригадиром был Исправников Д. П.3-я бригада чувашские улицы. Там бригадиром был Тимофеев Иван.
1949 году колхоз «XIII-Октября» (Нижние Савруши) присоединился в колхоз имени Куйбышева.
Общим собранием членов сельхозартели Коминтерн (колхозники села Старые Савруши и поселка Васильевка). Протокол № 8 от 27 мая 1958 года решено объединится с колхозом имени Куйбышева (колхозники села Савруши и деревни Нижние Савруши). Объединительное собрание состоялось 28 мая 1958 года. Колхоз стал называться имени Куйбышева . Председатель правления колхоза стал Сукотов Василий Гаврилович.
До 1920 года село являлось центром Ново-Адамской волости Чистопольского уезда Казанской губернии. С 1920 г. село Савруши входило в состав Чистопольского кантона АТССР. С 10 августа 1930 г. — в составе Аксубаевского района ТАССР, с 1 февраля 1963 г. — в составе Октябрьского района ТАССР, с 18 января 1965 г. — в составе Аксубаевского района ТАССР, с 7 февраля 1992г — в составе Аксубаевского района РТ.

## Население
| 1859 | 1897 | 1908 | 1920 | 1926 | 1938 | 1949 |
| ---- | ---- | ---- | ---- | ---- | ---- | ---- |
| 337  | ↗693 | ↗819 | ↗900 | ↘798 | ↘630 | ↘409 |
| 1958 | 1970 | 1979 | 1989 | 2002 | 2008 | 2010 |
| ↘372 | ↘311 | ↗342 | ↘154 | ↘118 | ↘113 | ↘110 |
| 2021 |      |      |      |      |      |      |
| ↘86  |      |      |      |      |      |      |

Национальный состав
1989 год: чувашей — 69 %, русских — 29 %
2002 год: чувашей — 74 %
Жители по национальности — чуваши, русские.

## Инфраструктура
Магазин

## Экономика
Сельское хозяйство

## Улицы
Восстания улица, Заречная улица, Ленина улица, Полевая улица.

## Известные люди
Рождественский Василий Ильич(1868—1931) — протоиерей
Иванов Платон Иванович (1891—1968)) — Ученый психолог. Профессор (1938). Заслуженный деятель науки и техники УзССР (1968).

## Комментарии
1. ↑  Переводе с чувашского языка на русский язык «Красное знамя»
2. ↑  Воспитывался приёмной семье селе Саврушах